# 原始型別
在電腦科學中，原始型別（英語：Primitive type）有別於複合型別，是由程式語言提供的資料類型，作為建立基礎。根據語言及其實作，在電腦的記憶體中，原始型別可能沒有與物件一對一的對應。
Primitive type也有稱作內建型別、基礎型別或者基本型別。

## 概覽
原始型別的實際範圍，取決於所使用的特定程式語言。例如，在C語言中，字串是一個複合型別，不過在後來的Basic中，字串是原始型別。
典型的原始型別包含：
- 字元（character、char），依字元集又分為SBCS、DBCS、MBCS這三大類；
- 整數（integer、int、short、long、byte），其有各種精度，依是否可表示負數的數值又再各自區分有號數與無號數；
- 浮點數（float、double、real、double precision）；
- 定點數（fixed），其有各種精度，以及所選的數量級。
- 布林型別有真和假兩值。
- 參照（又稱作指针或handle），它是一個較小的值，指向其它可能大得多的物件，其所在的記憶體位址。

更多更複雜的原始型別：
- 多元組，出現於ML、Python
- 鏈表，出現於Lisp
- 複數，出現於Fortran、C（C99）、Python
- 有理數，出現於Lisp
- 一等函数、闭包、续体，出現於函數式程式語言，如Lisp和ML

通常預期以基於原始型別的運算，構成較快速的語言。整數加法，例如，可以執行單一的機器指令，且部分處理器提供特定的指令，以單一指令處理一系列的字元。尤其是，C語言標準中提到，「一個『簡單』的int物件，具有原始的大小，其大小以執行環境的架構所暗示。」意即在32位元架構下的int，可能就是32位元的長度。
大部分語言不允許以程式修改原始型別的行為或性能。例外的有Smalltalk，其允許在程式內部擴展原始型別。可以在其上執行加入的運算，甚至重新定義內建的運算。